# Teodoro Fernández Pérez
Francisco Sanjosé García (Badajoz, 12 novembre 1952) è un ex calciatore argentino.

## Carriera
In attività giocava come centrocampista. Ha giocato nel campionato argentino e in quello spagnolo.